# Bydgoska Fabryka Kabli

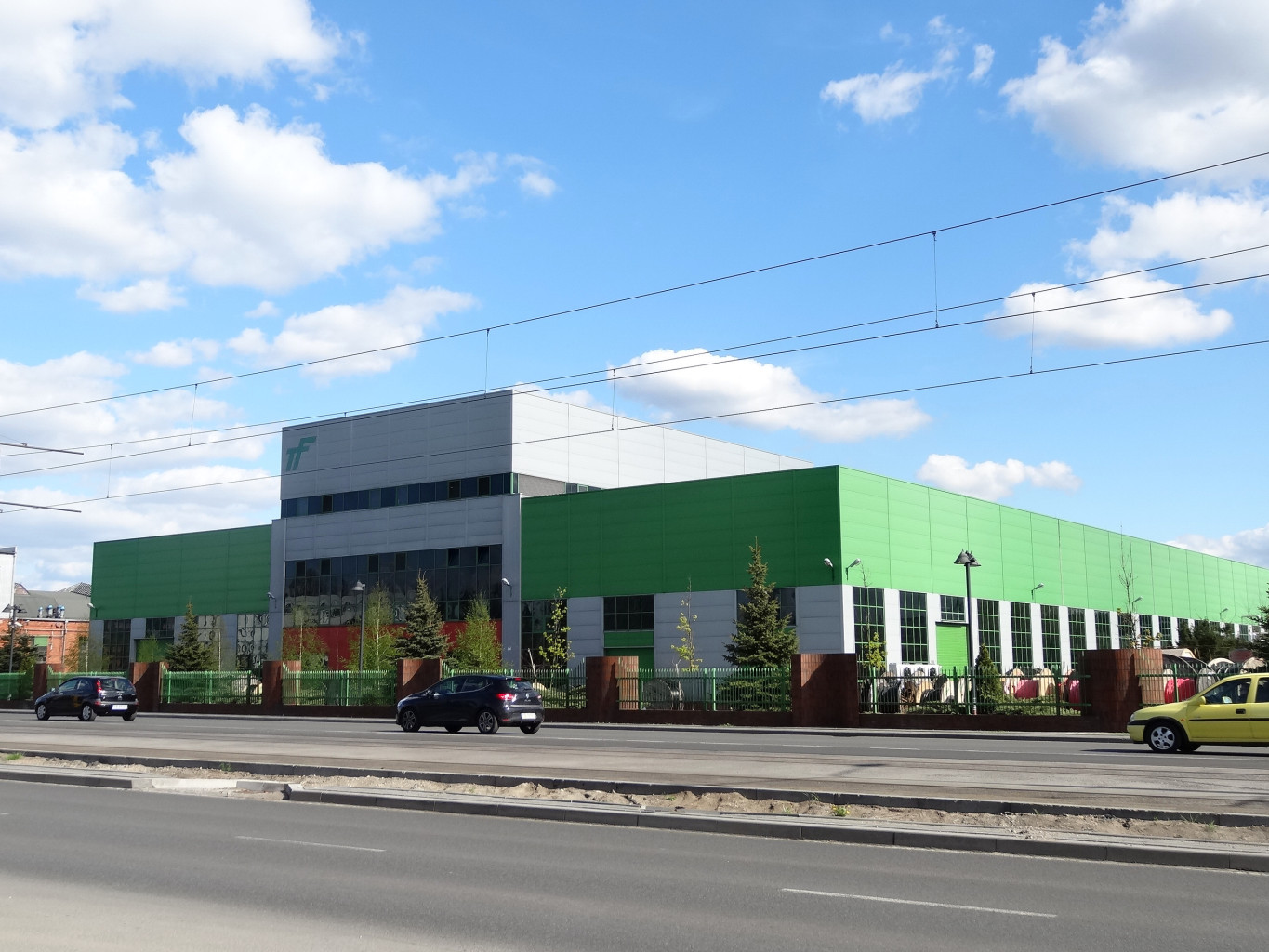
Hala od ul. Fordońskiej

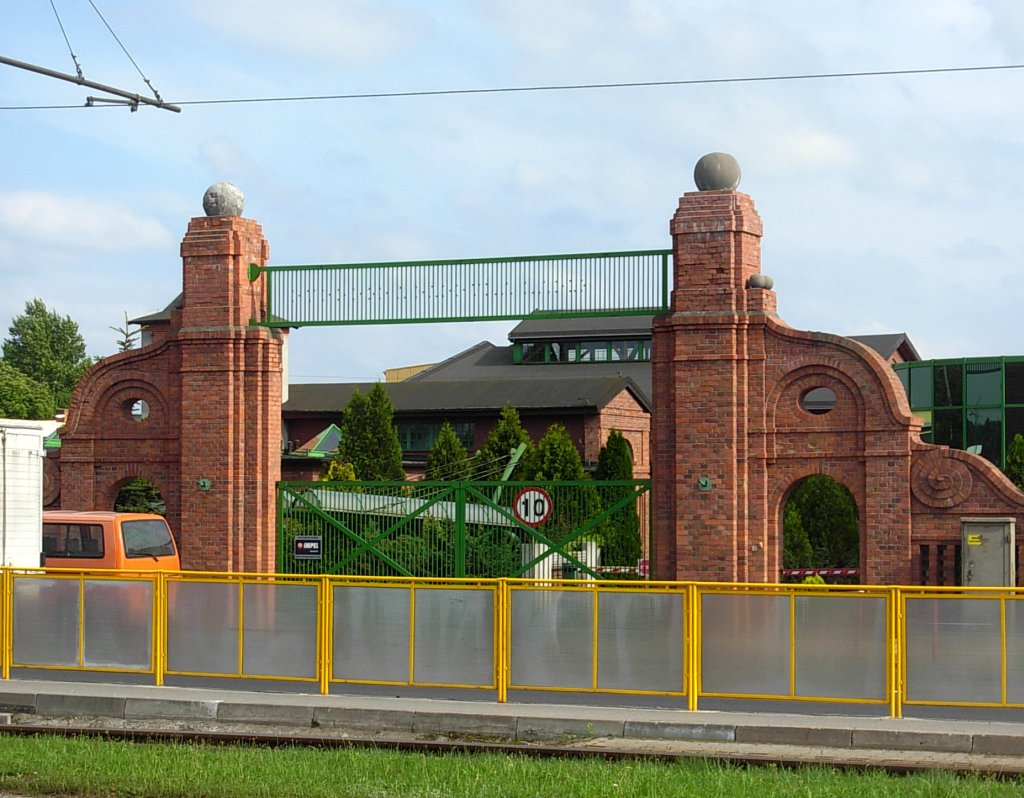
Zabytkowa brama (1921)

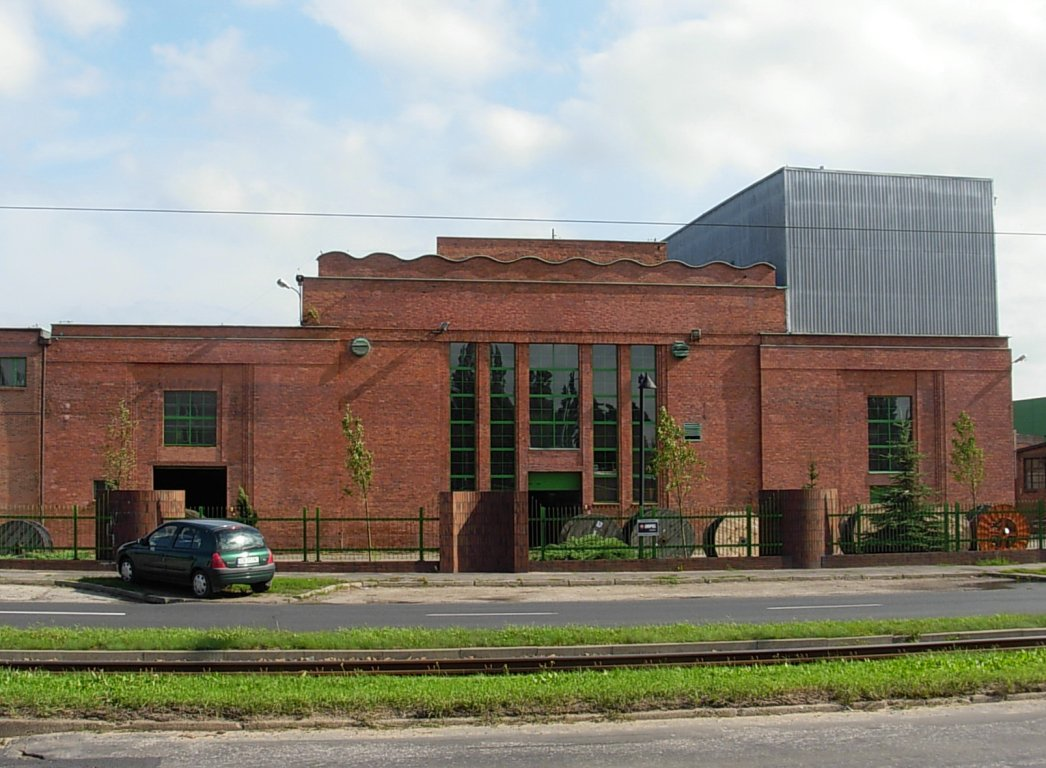
Hala produkcyjna (1927)

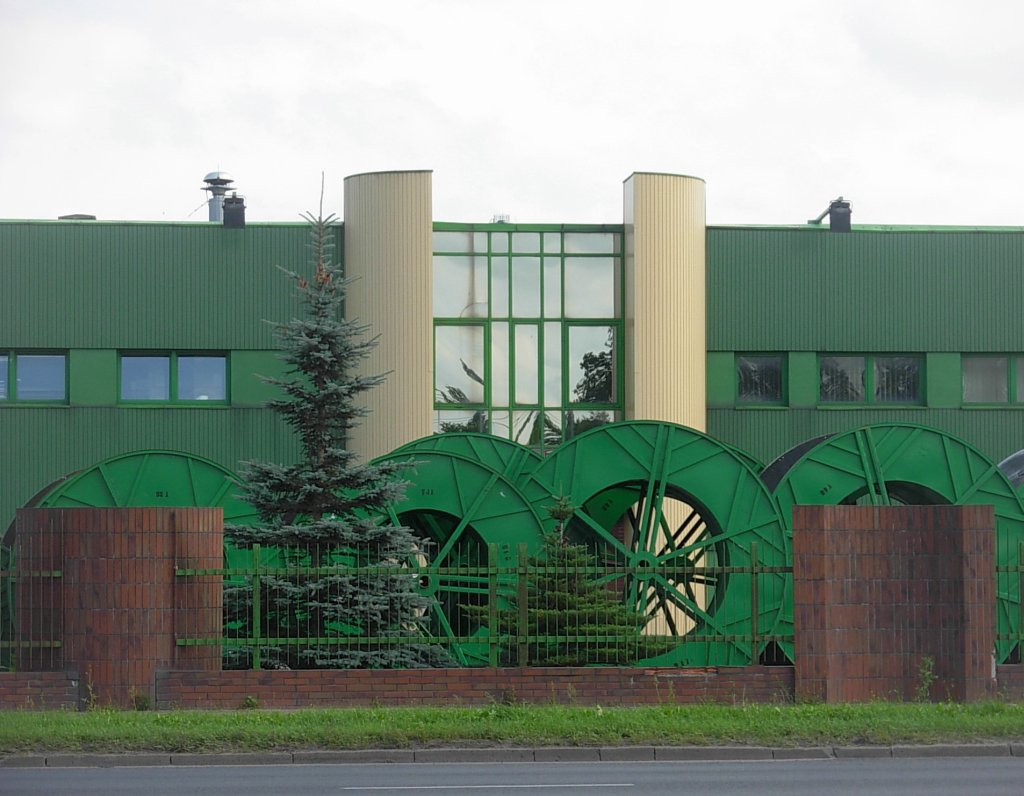
Hala produkcyjna (lata 90. XX w.)

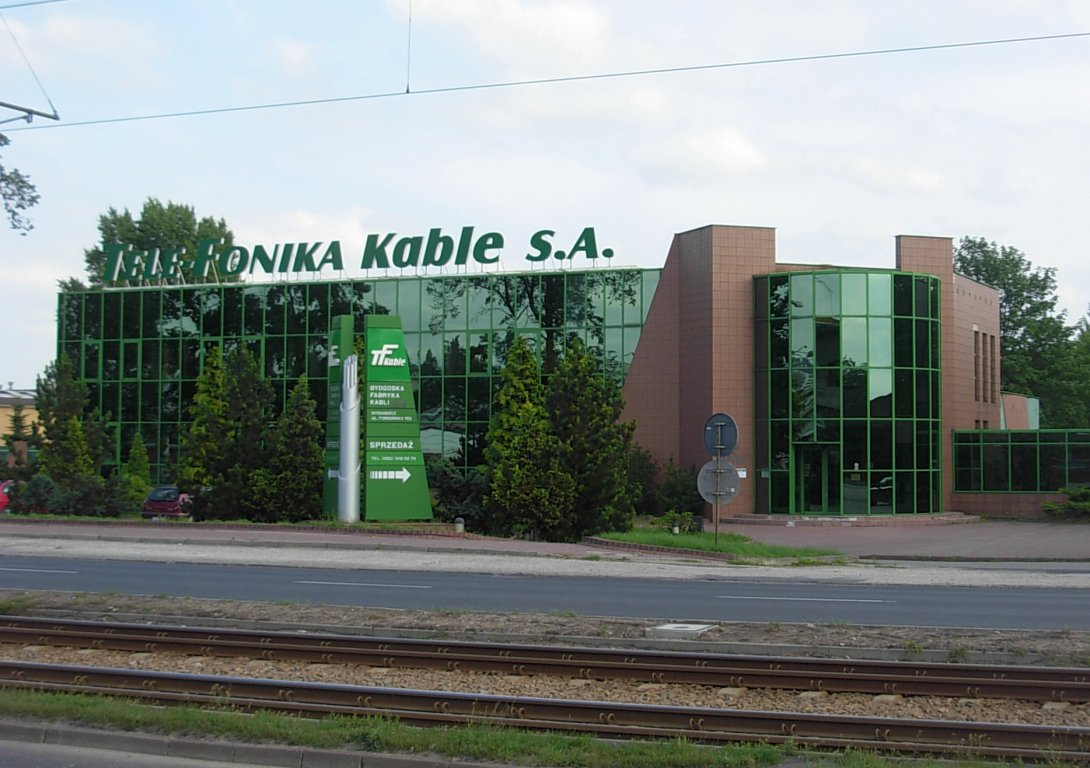
Dział handlowy (1996)

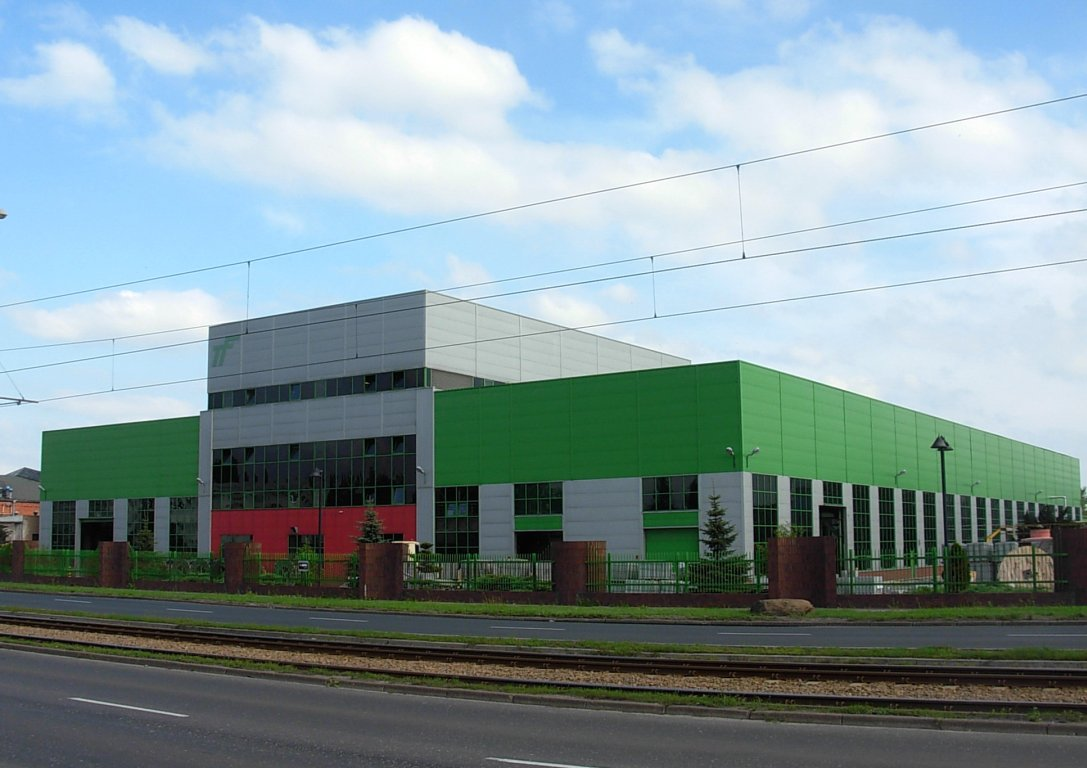
Hala produkcyjna kabli elektroenergetycznych średnich i wysokich napięć (2003)

Bydgoska Fabryka Kabli (Tele-Fonika Kable S.A. – zakład Bydgoszcz) – fabryka w Bydgoszczy założona w 1920 roku, samodzielna do 1999, od 2003 należąca do grupy kapitałowej Tele-Fonika Kable w Myślenicach, najstarsza istniejąca fabryka kabli w Polsce.

## Charakterystyka
Zakład Bydgoszcz jest wiodącym zakładem Grupy Tele-Fonika Kable S.A., największym producentem kabli elektroenergetycznych średnich i wysokich napięć w Europie. W 2006 zajmował powierzchnię 24 ha i zatrudniał 617 pracowników. Zakład posiada certyfikaty jakości przyznane przez: VDE (Niemcy), BASEC (Wielka Brytania), UL (USA), FIMKO (Finlandia), LCIE (Francja), CSA (Kanada), MSHA (USA – górnictwo), Sekab – (Rosja), IPH – BERLIN (Niemcy), BBJ (Polska), WUG (Polska – górnictwo), Instytut Energetyki w Warszawie.
BFK jest członkiem Międzynarodowej Federacji Producentów Kabli i Stowarzyszenia Producentów Kabli „Interkabel”. Posiada własny Ośrodek Badawczo-Wdrożeniowy, współpracuje z ośrodkami naukowymi. Kable energetyczne wyprodukowane w BFK ułożono m.in. na londyńskim lotnisku Heathrow i w tunelu La Manche.
Właściciel BFK grupa Tele-Fonika Kable jest trzecim w Europie producentem kabli, właścicielem 5 zakładów w Polsce i 2 za granicą (Serbia, Ukraina).

## Historia

### Okres międzywojenny
Geneza zakładów wiąże się z rozwojem elektrotechniki w odrodzonej II Rzeczypospolitej. Na ziemiach polskich przed 1920 istniało tylko kilka zakładów rzemieślniczych wytwarzających przewody i maszyny elektryczne. W tym okresie rynek polski był zdominowany przez niemiecki przemysł elektrotechniczny. Rozwój polskiego przemysłu kablowego datuje się od 1920, kiedy z inicjatywy kapitału polskiego równocześnie powstały dwie fabryki: w Warszawie i w Bydgoszczy.
12 października 1920 z inicjatywy Banku Spółek Zarobkowych w Poznaniu zostało założone Towarzystwo Akcyjne „Kabel Polski” o kapitale akcyjnym 20 mln marek polskich. W skład pierwszej Rady Nadzorczej weszło 10 osób, m.in. prezydent Bydgoszczy Jan Maciaszek. Jako dyrektora technicznego powołano inż. Stanisława Rolbieskiego, byłego wicedyrektora fabryki „Deutsche Kabelwerke” w Berlinie. Lokalizację zakładu wybrano na terenie odkupionym od Lloyda Bydgoskiego, w pobliżu stacji kolejowej Bydgoszcz Wschód, skąd była doprowadzona bocznica kolejowa. W 1921 roku projekt fabryki sporządził i zatwierdził miejski radca budowlany Köppen.
Prace budowlane wykonała od listopada 1920 do maja 1922 bydgoska firma budowlana Kuklińskiego. Wzniesiono dwa budynki produkcyjne oraz obiekty administracyjne i pomocnicze, murowane z cegły oraz pokryte drewnianymi dachami. W 1922 inż. Stanisław Rolbieski dokonał zakupu maszyn (częściowo używanych) w Niemczech, które dotarły do Bydgoszczy okrężną drogą przez Finlandię i Wolne Miasto Gdańsk z uwagi na toczącą się polsko-niemiecką wojnę celną. 4 czerwca 1923 dokonano oficjalnego poświęcenia i otwarcia fabryki, która posiadała następujące oddziały: gumownię, oddział telefoniczny i silnoprądowy z oplatarkami i skręcarkami, prasę, cynownię i ciągarnię drutów. W pierwszych latach bazowano na własnych rozwiązaniach technicznych. W 1923 po raz pierwszy w Polsce i siódmy na świecie rozpoczęto produkcję kabli ziemnych, w tym opancerzonych. Część surowców do produkcji sprowadzano z zagranicy, m.in. w miedź surową zaopatrywano się w USA, Kanadzie, Chile i Belgii, w cynę w Holandii, jedwab naturalny we Francji, sznur azbestowy w Anglii, a ołów w Niemczech. Miedź elektrolityczną kupowano w polskich hutach na Śląsku. Od 1924 pakiet kontrolny akcji zakładu posiadała warszawska spółka Siła i Światło oraz poznański Związek Spółek Zarobkowych i Gospodarczych.
Od 1925 fabryka produkowała wszystkie występujące wówczas w Polsce rodzaje kabli i przewodów. Stałymi odbiorcami były m.in.: Polska Akcyjna Spółka Telefoniczna w Warszawie, PKP, Ministerstwo Poczt i Telegrafów oraz podlegające mu dyrekcje w całej Polsce, bydgoska Fabryka Sygnałów Kolejowych C. Fiebrandta, elektrownie w Bydgoszczy, Ostrowiu Mazowieckim, Toruniu, Poznaniu. Fabryka posiadała własną kotłownię oraz maszynę parową o mocy 300 KM z prądnicą prądu stałego, a od 1929 była zasilana dodatkowo z elektrowni miejskiej.
22 lutego 1927 wybuchł w fabryce groźny pożar. W ciągu nocy zakład spłonął niemal doszczetnie, a straty sięgnęły 1,5 mln zł. Ocalała jedynie zakładowa elektrownia, kotłownia i warsztaty. Ponieważ „Kabel Polski” posiadał bardzo wysokie ubezpieczenie, udało się uzyskać odszkodowanie umożliwiające sfinansowanie modernizacji i dalszej rozbudowy. Równocześnie dokupiono od Lloyda Bydgoskiego nowe tereny, w wyniku czego granica fabryki oparła się o Brdę. W ciągu roku wzniesiono nową halę z 2 suwnicami, w której produkowano przewody w izolacji gumowej, kable telefoniczne i energetyczne. Po odbudowie fabryka zajmowała 18 ha i zatrudniała 400 pracowników. Oprócz niej w Polsce pracowały jeszcze 2 fabryki: w Warszawie i Rudzie Pabianickiej (filia Siemensa), ale produkowały one tylko przewody elektryczne, podczas gdy „Kabel Polski” w Bydgoszczy był jedynym producentem kabli energetycznych i teletechnicznych, w tym podmorskich i okrętowych.
„Kabel Polski” w tym czasie posiadał własną ciągarnię drutu miedzianego oraz dział chemiczny, gdzie z kauczuku naturalnego otrzymywano taśmę gumową dla izolacji przewodów. Odrębna jednostka zajmowała się izolowaniem materiałami włóknistymi, jak: papier, juta, bawełna, jedwab. Zakład posiadał laboratorium prób i badań gotowych kabli i przewodów. Do 1927 na inwestycje związane z zakupem maszyn, urządzeń oraz ruchomości średnio rocznie wydawano 1,4 mln zł.
W celu pozyskania środków na dalszy rozwój, w 1927 zawarto porozumienie z Towarzystwem Akcyjnym firmy „Kabelwerk Felten-Guilleaume” AG z Wiednia, która zapewniła nadzór techniczny i licencje dla fabryki w zamian za 15% akcji i 4% ceny kabli w ołowiu. W nowych warunkach własnościowych na kierownicze stanowiska techniczne zaangażowano Niemców, których zachowanie i postępowanie budziło zastrzeżenia polskich władz wojskowych. W 1928 zarząd zakupił także licencję od firmy Siemens und Halske z Berlina na produkcję kabli międzymiastowych, telefonicznych i telegraficznych pupinowskich. Na początku lat 30. podniesiono kapitał akcyjny o 5 mln zł zawierając porozumienia z kablowniami: „Felten-Guilleaume” w Wiedniu i Budapeszcie oraz Czesko-Morawskimi Zakładami Elektrotechnicznymi Fr. Kriżika w Pradze. Natomiast od 1935 obowiązywała na wyrób i sprzedaż kabli pupinowskich umowa licencyjna podpisana z nowojorskim International Stanford Electric Corporation.
Wyroby bydgoskiej kablowni były nagradzane złotymi medalami za wysoką jakość m.in. w 1927 na Wystawie Wodnej w Bydgoszczy, w 1928 na Targach Północnych w Wilnie oraz w 1929 na Powszechnej Wystawie Krajowej w Poznaniu.
W roku 1929 rozpoczęto produkcję telefonicznych kabli dalekosiężnych do komunikacji międzynarodowej, a w latach 30. kabli okrętowych na potrzeby polskiej floty morskiej. W bydgoskie kable były m.in. wyposażone budowane w Anglii niszczyciele ORP Wicher (1930) i ORP Burza oraz statki pasażerskie MS Batory i MS Piłsudski. Do 1931 firma sprzedawała swoje wyroby za pośrednictwem przedstawicieli w całej Polsce (Warszawa, Łódź, Katowice, Sosnowiec, Łuck, Gdańsk). W 1929 wartość produkcji wynosiła 10,5 mln zł, a zatrudnienie 500 osób. W czasie wielkiego kryzysu (1930–1935) produkcja i zatrudnienie spadły do połowy, po czym wzrosły do 12 mln zł i 350 pracowników (1938). Od 1936 fabryka dostarczała kable dla elektryfikacji Polskich Kolei Państwowych.
W latach 30. zbudowano kilka nowych budynków fabrycznych, w których mieściły się m.in.: stacja prób wysokich napięć (1931), ciągarnia drutów, napajalnia juty (1936), warsztat głównego mechanika. W 1931 nad Brdą usytuowano modernistyczną willę dla dyrektora oraz domy dla specjalistów. Zakład posiadał własne nabrzeże, ale drogą wodną z Warszawy przywożono jedynie sporadycznie walcówkę miedzianą.
W 1930 siedem kablowni polskich powierzyło komisową sprzedaż swoich wyrobów Centralnemu Biuru Centroprzewód z Warszawy oraz wysłało swoich przedstawicieli do Międzynarodowego Kartelu Kablowego w Londynie (Tadeusz Gayczak, Felicjan Karśnicki). Każda z polskich fabryk posiadała zastrzeżony znak towarowy w postaci barwnych nitek pod oplotem. „Kabel Polski” w Bydgoszczy oznaczał przewody nitką biało-niebieską, skręconą.
Zarobki pracowników „Kabla Polskiego” były lepsze od średniej na terenie Bydgoszczy. Załoga politycznie sympatyzowała z chadecją oraz należała do Związku Katolickich Towarzystw Robotników Polskich. Dyrekcja fundowała stypendia dla pracowników oraz umożliwiała im uprawianie sportu. Pracownicy należeli do zakładowego klubu Kabel Polski Bydgoszcz.
W 1938 Spółka Akcyjna Siła i Światło w Warszawie zwiększyła swoje udziały w spółce „Kabel Polski” do 95% poprzez wykup akcji od inwestorów zagranicznych. W 1939 pod względem sprzedaży i zatrudnienia BFK była 3. fabryką w Polsce po Krakowie i Ożarowie.

### Okres okupacji niemieckiej
5 września 1939 na polecenie władz wojskowych dwa wagony maszyn wysłano do Ożarowa. Podczas hitlerowskiej inwazji zostały one zbombardowane pod Kutnem, ale jesienią 1939 wróciły do Bydgoszczy. 20 października 1939 budowniczy fabryki inż. Stanisław Rolbieski z rodziną stał się jedną z ofiar masowych egzekucji w Lesie Gdańskim.
W pierwszych latach okupacji niemieckiej fabryka należała do koncernu Hermann Göring Werke, podlegając Treuhandstelle Ost – Katowice. Zakładem zarządzali wyłącznie Niemcy, natomiast Polacy pracowali w charakterze robotników. W 1940 antypolskie przemówienie w fabryce wygłosił nadburmistrz Bydgoszczy Werner Kampe. 13 marca 1942 władze hitlerowskie przekazały fabrykę koncernowi Felten-Guilleaume AG w Wiedniu. W 1942 roku wzniesiono dwie hale: reperacyjną i składową, stojące do dziś po zachodniej stronie hali głównej.
Fabryka produkowała przewody w izolacji igelitowej, kable i przewodniki, głównie dla kolei i poczty. Zamiast miedzi i kauczuku naturalnego stosowano aluminium i kauczuk syntetyczny. Po wymianie parku maszynowego zatrudnienie wzrosło z ok. 500 do blisko 700 osób, w tym 30 jeńców radzieckich. Zatrudnieni w zakładzie Polacy organizowali w różnej formie sabotaż, za co karani byli zsyłką do obozów koncentracyjnych. W styczniu 1945, tuż przed radziecką ofensywą Niemcy nie zdążyli wywieźć maszyn, ani wysadzić fabryki.

### Okres PRL
Po wojnie „Kabel Polski” był jedyną fabryką kabli ziemnych w Polsce, która przetrwała II wojnę światową bez zniszczeń. Wiosną 1945 uratowano park maszynowy przed planowaną wywózką do ZSRR. W 1948 po upaństwowieniu nadano fabryce nazwę – Pomorskie Zakłady Wytwórcze Materiałów Elektrotechnicznych im. gen. Karola Świerczewskiego. Zatrudnienie w przedsiębiorstwie wynosiło wówczas 759 osób. Wyprodukowano tu pierwsze partie kabli elektrotechnicznych średnich napięć, a następnie inwestowano w produkcję przewodów w tworzywach igelitowych. Już w 1950 liczba pracowników przekroczyła 1000.
Po wojnie nastąpił rozwój fabryki związany z powiększeniem terenu, modernizacją i budową nowych obiektów oraz wymianą parku maszynowego. W latach 1947–1959 powstała grupa socrealistycznych budynków: remiza (1947), dom kultury (1950), kotłownia (1959). Kilkukrotnie opracowywana była dokumentacja kompleksowej rozbudowy, która nie doczekała się realizacji. Na terenie zakładu działała stołówka, której bazą było własne gospodarstwo rolne w Łąsku Wielkim (1952-1958), a w latach 60. zbudowano ośrodek wypoczynkowy w Stegnie. Inwestycje z lat 50. i 60. nie zaspokoiły potrzeb zakładu, który bazował głównie na przedwojennej infrastrukturze i wyeksploatowanym parku maszynowym. W 1960 niektóre maszyny zużyte były w 80% i nie nadawały się już do remontu, a wśród zakładów kablowych w Polsce, BFK była najbardziej niedoinwestowana. Sytuację poprawiono doraźnie w latach 1957–1963 poprzez zakup partii maszyn, m.in. w krajach zachodnich. W warunkach gospodarki socjalistycznej jakość produkcji stawała się sprawą drugorzędną, a na pierwszym miejscu liczyła się ilość.
Wskutek stosowania złej jakości surowców i półproduktów (polwinit, miedź, ołów, kauczuk), przestarzałej technologii produkcji oraz zamortyzowanego parku maszynowego, w latach 50. i 60. do wyrobów poza jakością kwalifikowano 15% kabli produkowanych w BFK.
W 1952 uruchomiono produkcję przewodów podtynkowych, które pozwoliły na zasadniczą zmianę sposobu wykonywania instalacji elektrycznych w budynkach mieszkalnych. W latach 1956–1960 wybudowano oddział gumowni oraz rozbudowano ciągarnię. W 1961 uruchomiono produkcję kabli elektroenergetycznych w powłoce z polwinitu, który dostarczano z Zakładów Chemicznych Zachem. W 1969 wytwarzano kable elektroenergetyczne, telefoniczne miejskie i dalekosiężne, górnicze, okrętowe, lotnicze i samochodowe, sygnalizacyjne, silnoprądowe. Przewody BFK instalowano m.in. w samochodach Fiat 126p, w aparaturze elektrotechnicznej, telewizyjnej, radiokomunikacji i radiolokacji. W latach 70. zawarto umowy na dostawy eksportowe do ZSRR, CSRS, NRD, Jugosławii, Szwajcarii, Turcji, Libanu, Singapuru i ZRA.
W 1970 powstał Kombinat Przemysłu Kabli „Polkabel” w Krakowie skupiający 11 zakładów (Kraków, Bydgoszcz, Ożarów Mazowiecki, Czechowice-Dziedzice, Szczecin, Będzin, Legnica, Ełk). Bydgoska Fabryka Kabli była wiodącym zakładem w zakresie produkcji kabli energetycznych i sygnalizacyjnych w powłoce polwinitowej oraz przewodów w gumie. Udział produkcji BFK w kombinacie wynosił 15%.
Lata 1972–1976 to okres dużych inwestycji określonych w uchwale Prezydium Rządu z 1972 roku. W 1973 dokonano wymiany parku maszynowego wydziału średnich napięć, montażu nowych linii technologicznych oraz modernizacji wydziału ciągarni. Dla wydziału kabli niskich napięć wybudowano nową halę produkcyjną. W 1973 fabryka jako pierwsza w kraju uruchomiła produkcję kabli elektroenergetycznych w izolacji polietylenowej, a w 1976 kabli wysokonapięciowych. BFK zaopatrywała w kable cały polski przemysł okrętowy. Przeprowadzona częściowa zmiana technologii produkcji opierała się na licencji pochodzącej z firmy Reifenhauser, za pośrednictwem Krakowskiej Fabryki Kabli, skąd dostarczono dokumentację techniczną. W latach 70. XX w. powstał projekt (niezrealizowany) całkowitego wyburzenia historycznej struktury pod budowę nowoczesnych hal.
Na początku lat 80. nastąpiło załamanie produkcji kabli oraz zmniejszenie zatrudnienia o 25%. Z powodu sankcji gospodarczych po wprowadzeniu stanu wojennego, nie dostarczono z USA linii do sieciowania izolacji polietylenowej kabli średnich i wysokich napięć. Dopiero w 1985 zakupiono nową technologię w fińskiej firmie „Nokia”.
Od 1981 poziom eksportu przekroczył 20% ogólnej produkcji i wzrastał w kolejnych latach. Firma wysyłała kable i przewody do Belgii, RFN, Wielkiej Brytanii, Francji, Finlandii, Austrii, Szwecji, Bułgarii, USA, Indii, Iraku, Iranu, Libii, Egiptu i Kuwejtu. W latach 80. zaczęto uzyskiwać międzynarodowe certyfikaty jakości, a w 1992 otrzymano certyfikat ISO 9002.
W 1987 wprowadzono produkcję kabli górniczych o izolacji z polietylenu termoplastycznego, a w 1988 technologię kabli energetycznych z polietylenu sieciowanego. W 1989 BFK była 4 przedsiębiorstwem kablowym w Polsce pod względem wielkości produkcji i zatrudnienia (13% udział w sprzedaży krajowej). Od lat 70. w skład zaplecza badawczo-naukowego przemysłu kablowego wchodziło także Biuro Studiów i Projektów „Biprokabel” w Bydgoszczy, które opracowywało dokumentacje techniczne rozbudowy zakładów przemysłu kablowego i elektrotechnicznego.

### Okres III RP
15 marca 1993 zakład został przekształcony w jednoosobową spółkę Skarbu Państwa pod nazwą Bydgoska Fabryka Kabli S.A. Wśród 12 przedsiębiorstw przemysłu kablowego, BFK wyznaczono do prywatyzacji pilotażowej. 22 września 1993 podpisano umowę o sprzedaży akcji BFK konsorcjum złożonego z Elektrimu (60%) i Banku Rozwoju Eksportu (20%). Pozostałe 20% przypadło załodze. Nowi właściciele zapłacili równowartość 17 mln dolarów i zobowiązali się do zainwestowania 45 mln USD w ciągu najbliższych 5 lat. Zakład zatrzymał też mieszkania zakładowe, hotel robotniczy i ośrodek wczasowy. W 1994 25% akcji wprowadzono na Giełdę Papierów Wartościowych.
Kapitał z prywatyzacji inwestowano w modernizację i rozwój fabryki, a zyski ze sprzedaży systematycznie rosły. W 1993 uruchomiono wydział kabli w izolacji gumowej, w 1994 wydział kabli telekomunikacyjnych w nowo wybudowanej hali, w 1995 rozbudowano potencjał produkcyjny kabli średnich i wysokich napięć, a w 1997 w nowej hali uruchomiono produkcję kabli światłowodowych. Z kolei w latach 1998–1999 zmodernizowano wydział kabli niskich napięć. W latach 1994–1998 pod nadzorem Miejskiego Konserwatora Zabytków odrestaurowano zabytkowe, przedwojenne budynki produkcyjne i administracyjne. Unowocześniono laboratorium, a na dokupionym terenie powstała siedziba działu handlowego, marketingu i promocji.
W 1993 BFK SA miała 20% udział w rynku kabli w Polsce, w tym 40% kabli energetycznych i 80% kabli wysokich napięć. 90% wyrobów sprzedawano za pośrednictwem Elektrimu, w tym 30% na eksport. W 1998 sprzedaż BFK wyniosła około 100 mln USD. Produkowano prawie cały asortyment kabli i przewodów, lecz 60% udział w sprzedaży miały kable elektroenergetyczne niskich i średnich napięć.
Pod koniec lat 90. dekoniunktura na światowym rynku wymusiła konsolidację polskiego przemysłu kablowego. 17 lutego 1999 połączono fabryki kabli w: Bydgoszczy, Ożarowie i Szczecinie w holding Elektrim Kable S.A, który kontrolował ponad 50% krajowego rynku kabli i był 9. producentem w Europie. W celu poprawy rentowności dokonano specjalizacji produkcji. BFK miała zajmować się głównie produkcją kabli elektroenergetycznych.
7 stycznia 2002 Telefonika KFK S.A., założona w 1992 w Myślenicach pod Krakowem, kupiła pakiet kontrolny akcji, a następnie w 2003 objęła cały pakiet akcji Elektrimu. 9 czerwca 2003 wszystkie fabryki kabli wchodzące w skład nowego podmiotu Tele-Fonika Kable S.A. utraciły osobowość prawną. Od tego momentu Bydgoska Fabryka Kabli przyjęła nazwę Zakład Bydgoszcz, specjalizując się w produkcji kabli elektroenergetycznych. Wstrzymano produkcję kabli telekomunikacyjnych i światłowodowych, a w zamian w 2003 zbudowano nową halę produkcji kabli średnich i wysokich napięć. W 2004 udział sprzedaży BFK w grupie Tele-Fonika Kable wynosił ok. 28%.

### Nazwy
- 1920-1939 – Kabel Polski Spółka Akcyjna
- 1939-1942 – Hermann Göring Werke, Treuhandstelle Ost
- 1942-1945 – Felten-Guilleaume A.G. Wien, Kabelwerk – Bromberg
- 1945-1948 – Kabel Polski Spółka Akcyjna pod Zarządem Państwowym
- 1948-1959 – Pomorskie Zakłady Wytwórcze Materiałów Elektrotechnicznych im. gen. Karola Świerczewskiego
- 1959-1993 – Bydgoska Fabryka Kabli im. gen. K. Świerczewskiego (w latach 1970–1975 w składzie Kombinatu „Polkabel”)
- 1993-1999 – Bydgoska Fabryka Kabli S.A.
- 1999-2003 – Elektrim Kable Polskie S.A. – zakład Bydgoszcz
- od 2003 – Tele-Fonika Kable S.A. – zakład Bydgoszcz

### Podporządkowaniezjednoczeniom
- 1945-1951 Zjednoczenie Przemysłu Kabli i Przewodów w Katowicach
- 1951-1958 Centralny Zarząd Przemysłu Kablowego w Warszawie
- 1958-1970 Zjednoczenie Przemysłu Kabli i Sprzętu Elektrotechnicznego w Warszawie
- 1970-1975 Zjednoczenie Przemysłu Kabli i Sprzętu Elektrotechnicznego w Warszawie oraz Kombinat Przemysłu Kabli „Polkabel” w Krakowie
- 1975-1978 Zjednoczenie Przemysłu Maszyn i Urządzeń Energetycznych „Megat”
- 1978-1982 Zjednoczenie Przemysłu Kablowego w Warszawie
- 1982-1989 Zrzeszenie Przedsiębiorstw Przemysłu Kablowego

### Dyrektorzy (do 2004)[1][8]
- 1920-1923 – Stanisław Rolbieski
- 1923-1929 – Teofil Wdziękoński
- 1929-1937 – Tadeusz Gayczak
- 1937-1939 – Felicjan Karśnicki
- 1939–1941 – Feldt
- 1941–1945 – Fischmeister

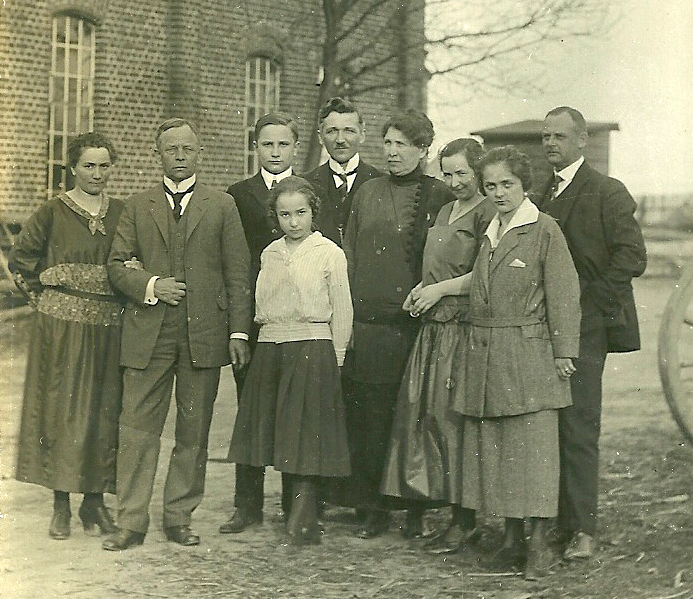
Budowniczy i pierwszy dyrektor zakładu inż. Stanisław Rolbieski z rodziną (drugi z lewej), 20 października 1939 zamordowany podczas masowych egzekucji w Bydgoszczy

- 1945 – Aleksander Woźniak, Julian Bulzacki
- 1945–1949 – Kazimierz Kolbiński
- 1949-1951 – Bolesław Kolasiński
- 1951-1954 – Alojzy Kończewski
- 1954-1955 – Piotr Frydrych
- 1955-1956 – Jerzy Unrug
- 1956–1957 – Władysław Sadziak
- 1957-1958 – Jan Wichura
- 1958-1960 – Zdzisław Grzybowski
- 1960-1962 – Antoni Banasiak
- 1962-1968 – Antoni Pregłowski
- 1968-1973 – Stanisław Rakowicz
- 1973-1992 – Stanisław Gorzkowski
- 1992–2000 – Jan Wieluński
- 2000-2001 – Antoni Okrągły
- 2002-2003 – Piotr Mirek
- 2003-2004 – Zenon Biczkowski
- od 2004 – Henryk Nalepa

## Zabytkowa architektura
Z najstarszych obiektów fabryki, wzniesionych w latach 1920–1924, zachowały się ceglane budynki położone w sąsiedztwie bramy z 1921 roku, budynek biurowy, hala produkcyjna, wieża ciśnień oraz położona wzdłuż ogrodzenia, dawna kotłownia i maszynownia. Są to budynki ceglane o starannie opracowanym detalu architektonicznym.
Hala główna (proj. Bronisław Jankowski) w duchu modernizmu międzywojennego widoczna od ul. Fordońskiej. Elewacje szczytowe zwieńczone są falistym gzymsem nawiązującym do formy kabla. Na zapleczu fabryki, tuż nad Brdą istnieje modernistyczna willa dyrektora z 1931 roku.